# Thomas Gravesen
Thomas Gravesen (Vejle, 11 de março de 1976) é um ex-futebolista dinamarquês que atuava como volante.

## Carreira

### Vejle e Hamburgo
Começou sua carreira no Vejle Boldklub, suas boas aparições lhe renderam uma proposta para o Hamburger SV, em 1997.

### Everton FC
Após 3 temporadas na Alemanha, Gravesen foi contratado pelo Everton, da Inglaterra. Suas atuações e liderança no meio campo do Everton despertaram o interesse do Flamengo.

### Real Madrid
Foi contratado pelo Real Madrid por uma quantia de três milhões e meio de euros. Conhecido por seu estilo duro e caráter agressivo, Gravesen chegou ao clube merengue como status de "cão-de-guarda" para um time estrelado por galáticos, sendo um esteio na marcação para Zidane, Beckham, Ronaldo, Figo, Guti e Raúl.
Certa vez, trocou agressões com o jogador Robinho, no treino da equipe, que causou muita polêmica na imprensa espanhola.

### Celtic e Retorno ao Everton
Após duas temporadas no Real. Defendeu o Celtic no Campeonato Escocês, em 2006. E nesta temporada conquistou sua única liga na carreira.
Aposentou-se em 2008, aos 32 anos, logo depois do fim de seu empréstimo ao Everton, pelo Celtic FC, devido à seguidas lesões.

## Seleção
Pela Seleção Dinamarquesa de Futebol atuou na Eurocopa de 2000, Copa de 2002, e Euro 2004.

## Títulos
Celtic
- Campeonato Escocês: 2006–07
- Copa da Escócia: 2006–07